# 9931 Гербхауптман
9931 Гербхауптман (9931 Herbhauptman) — астероїд головного поясу, відкритий 18 квітня 1985 року.
Тіссеранів параметр щодо Юпітера — 3,518.